# آل مهدي
آل مهدي هي قرية تقع في مدينة المظيلف منطقة الباحة بلغ عدد سكانها نحو 250 نسمة تقريبا ويبلغ عدد الأسر فيها 56 اسرة ويبلغ عدد الذكور منهم 110 والأناث 140 وتقع آل مهدي غرب ناوان وشرق المظيلف وتبعد عن المظيلف 5 كم تقريبا. 

## وصلات خارجية
- موقع إمارة منطقة مكة المكرمة